# Recently
Recently es el vigesimoprimer álbum de estudio de la cantante estadounidense Joan Báez, publicado por la compañía discográfica Gold Castle Records en julio de 1987. Fue el primer álbum con nuevo material publicado en los Estados Unidos en ocho años, y de forma similar a lo que hizo con canciones de Bob Dylan, Tim Hardin y Richard Farina en la década de 1960, versionó composiciones de artistas contemporáneos como Mark Knopfler, U2 y Peter Gabriel. La canción «Asimbognagna» fue nominada a un Grammy en la categoría de mejor grabación de folk contemporáneo.

## Lista de canciones
1. "Brothers in Arms" (Mark Knopfler) - 5:06
2. "Recently" (Joan Báez) - 3:07
3. "Asimbonanga" (Johnny Clegg) - 4:52
4. "The Moon Is a Harsh Mistress" (Jimmy Webb) - 3:10
5. "James and the Gang" (Báez) - 4:32
6. "Let Us Break Bread Together"/"Oh Freedom" (Tradicional) - 8:50
7. "MLK" (Paul David Hewson, David Howell Evans, Larry Mullen, Jr., Adam Clayton) - 2:55
8. "Do Right Woman, Do Right Man" (Chips Moman, Dan Penn) - 3:24
9. "Biko" (Peter Gabriel) - 5:16